# Margot Thien
Margot A. Thien (* 29. Dezember 1971 in San Diego, Kalifornien) ist eine ehemalige US-amerikanische Synchronschwimmerin.

## Erfolge
Margot Thien gewann ihre erste internationale Medaille im Mannschaftswettbewerb des Weltcups 1993 in Lausanne. Bei den Weltmeisterschaften 1994 in Rom wurde sie mit der US-amerikanischen Équipe Weltmeisterin. Eine weitere Goldmedaille gewann Thien mit der US-amerikanischen Synchronmannschaft bei den Panamerikanischen Spielen 1995 in Mar del Plata. Sie verwiesen dabei Kanada auf Rang zwei und Mexiko auf Rang drei. In Atlanta gewann Thien mit der Mannschaft 1995 außerdem erneut Gold beim Weltcup. Bei den Olympischen Spielen 1996 in Atlanta gehörte Thien ebenfalls zum Aufgebot der Vereinigten Staaten im Mannschaftswettbewerb. Zusammen mit Tammy Cleland, Becky Dyroen-Lancer, Emily LeSueur, Heather Pease, Jill Savery, Nathalie Schneyder, Heather Simmons-Carrasco, Jill Sudduth und Suzannah Bianco gelang ihr mit 99,720 Punkten das beste Ergebnis des Wettkampfs, womit die US-Amerikanerinnen Olympiasiegerinnen wurden. Sie erhielten vor den Kanadierinnen, die mit 98,367 Punkten Silber gewannen, und vor den mit 97,753 Punkten drittplatzierten Japanerinnen die Goldmedaille.
Thien studierte Sportphysiologie an der University of California, Berkeley. In der Filmkomödie Austin Powers – Spion in geheimer Missionarsstellung hatte Thien unter anderem mit Jill Savery einen Kurzauftritt als Synchronschwimmerin.